# Tramway de Dubaï
Le tramway de Dubaï (en arabe : ترام دبي) est un système de transport en commun en site propre à Dubaï aux Émirats arabes unis. Mis en service le 11 novembre 2014, il relie le quartier d'Al Sufouh au centre-ville. En 2025, il comprend une seule ligne de 10,5 km dont 2.,6 km en viaduc avec 11 stations dont quatre aériennes. Une extension est en cours de construction.

## Histoire
Décongestionner le quartier d'Al Sufouh avec un tramway est un projet émergeant dès 2005. Un autre projet n'eut pas de suite. Systra obtient en 2007 un contrat d'étude pour la réalisation d'un tramway qui devait être de manière très optimiste mis en service en deux ans. Les travaux devaient commencer fin 2007 pour une mise en service prévue en 2011. Le projet n'est toutefois réellement lancé qu'en avril 2008.C'est un consortium réunissant Alstom, Serco, Parsons et BESIX qui est retenu pour la construction par Dubai Roads and Transport Authority, l'Autorité des routes et transports de Dubaï.
Après une interruption en 2009 et 2010 à cause de la crise financière internationale, mais également la priorité donnée à la construction du métro, les travaux reprennent en 2011. La première ligne de tramway, 11 km (en réalité 10,6 km), 11 stations, 11 véhicules dont le premier livré fin 2013, est finalement inaugurée par le prince héritier Sheikh Mohammed bin Rashid Al Maktoum le 11 novembre 2014 avec trois ans de retard.
La phase deux allant vers l'est reliant Burj Al Arab et Mall of the Emirates, 4 km avec six stations, 14 rames supplémentaires, est lancée fin 2016 avec un contrat pour Systra pour une mise en service en 2020,. Une troisième phase n'est pas attendue avant 2025. Trois stations seront alors en correspondance avec la ligne rouge du métro de Dubaï, et une autre avec le monorail de Palm Jumeirah. Une extension est en cours d'étude vers les quartiers de Jumeirah au Nord.[réf. nécessaire]

### Coût du projet
Le coût de construction des travaux de la première phase est de 802 millions d'euros.

## Équipements techniques

### Matériel roulant et équipements
Le tramway Alstom utilise le système d'APS, alimentation de traction sans caténaire sur toute la longueur de la ligne. Pour Alstom il s'agit d'une première mondiale.
Les stations sont équipées de portes palières afin de minimiser les pertes d'air climatisé,.
Le système de signalisation d'Alstom Urbalis 400, initialement développé pour du métro, est installé afin de protéger le système mais aussi d'assurer des arrêts précis dans les stations équipées de portes palières.

## Exploitation
La fréquentation était estimée à 27 000 voyageurs/jour à l'ouverture. Un trafic pouvant atteindre 66 000 voyageurs/ jour en 2020 lors de la mise en service prévue de la seconde phase. A raison d'une rame toutes les 10 min en heures de pointe et toutes les 12 min en heures creuses, la plage d'ouverture est de 6 h 30 à 1 h 30, excepté le vendredi où l'horaire passe de 9 h 00 à 1 h 30.
L'exploitation et la maintenance du tramway de Dubaï sont assurées par Serco pour le compte de la Roads and Transport Authority (RTA).